# Canaceoides spinosus
Canaceoides spinosus är en tvåvingeart som beskrevs av Wirth 1969. Canaceoides spinosus ingår i släktet Canaceoides och familjen Canacidae. Inga underarter finns listade i Catalogue of Life.